# Вічова вулиця
Вічова́ ву́лиця — вулиця в Солом'янському районі міста Києва, місцевість Караваєві дачі. Пролягає від Борщагівської вулиці до Залізничної вулиці.
Прилучається Дашавська вулиця.

## Історія
Виникла у першій третині XX століття, позначена на карті Києва 1935 року як Гур'ївський провулок, на карті 1947 року — як частина Залізничного бульвару. 1955 року отримала назву вулиця Маміна-Сибіряка, на честь російського письменника Дмитра Маміна-Сибіряка.
Сучасна назва — з 2022 року. Вулиця з такою назвою існувала в цьому районі до кінця 1950-х років, коли її було поглинуто Окружною вулицею (нині — вулиця Вадима Гетьмана).